# Vladek Lacina
Vladek Lacina (* 25. Juni 1949 in Prag) ist ein ehemaliger tschechoslowakischer Ruderer.

## Karriere
Vladek Lacina nahm an den Olympischen Sommerspielen 1972, 1976 und 1980 teil. 1972 belegte er zusammen mit Josef Straka in der Doppelzweier-Regatta den sechsten Platz. In Montreal 1976 gewann er zusammen mit Jaroslav Hellebrand, Václav Vochoska und Zdeněk Pecka Olympia-Bronze in der Doppelvierer-Regatta. Bei seiner dritten und letzten Olympiateilnahme 1980 in Moskau verpasste er in der Einer-Regatta mit Rang vier nur knapp eine weitere Medaille. Bei den Wettkämpfen der Freundschaft gewann er die Bronzemedaille im Einer.